# AFA Development Team
AFA Development Team war ein Fußballverein aus Anguilla, mit Sitz in der Stadt The Valley. Gegründet wurde der Verein als Ausbildungsverein von der Anguilla Football Association und spielte nur 2020 in der AFA League. Danach wurde das Projekt wieder eingestellt.

## Stadion
Die Heimspielstätte des Teams ist das Raymond E. Guishard Technical Centre, das Platz für 1100 Zuschauer bietet.

## Ligazugehörigkeit
| Saison | Pl. | Sp. | S | U | N | T | GT | Pkt. | Liga                 |
| ------ | --- | --- | - | - | - | - | -- | ---- | -------------------- |
| 2020   | 9   | 9   | 1 | 2 | 6 | 7 | 22 | 5    | AFA League (1. Liga) |

## Bekannte Spieler
- Sedu Bradshaw (2020)